# Jouy-le-Châtel
Jouy-le-Châtel är en kommun i departementet Seine-et-Marne i regionen Île-de-France i norra Frankrike. Kommunen ligger i kantonen Nangis som tillhör arrondissementet Provins. År 2022 hade Jouy-le-Châtel 1 581 invånare.

## Befolkningsutveckling
Antalet invånare i kommunen Jouy-le-Châtel
| Referens: INSEE |